# Atitudine mentală (Star Trek: Generația următoare)
„Atitudine mentală” (titlu original: „Frame of Mind”) este al 21-lea episod din al șaselea sezon al serialului TV american științifico-fantastic Star Trek: Generația următoare și al 147-lea episod în total. A avut premiera la 3 mai 1993.
Episodul a fost regizat de James L. Conway după un scenariu de Brannon Braga.

## Prezentare
William Riker este prizonier într-o instituție de boli psihice extraterestră, care seamănă cu scene dintr-o piesă a lui Beverly. 

## Actori ocazionali
- David Selburg - Syrus
- Andrew Prine - Suna
- Gary Werntz - Mavek
- Susanna Thompson - Jaya